# Heralds of the Avirentes — Ch. 1 Wings of Change
Heralds of the Avirentes — Ch. 1 Wings of Change (укр. «Вісники Авірентеса», скорочено — HotD) — відеогра у жанрі візуальна новела, розроблена братами GTX під псевдонімами TellerySpyro та DarkAlexus. Гра поєднує в собі елементи одразу декількох жанрів, серед яких японська рольова гра (jrpg). З 30 травня 2024 року гра стала доступна для купівлі через інтернет-сервіс Steam.

## Сюжет
Події відбуваються у вигаданому світі Нанрас, де живе раса, подібна до драконів — ом'верай. Головна героїня, Азаріс Амнера — мила дівчинка-ом'верай, яка волею долі опиняється в центрі подій, пов'язаних з наближенням незвичайного природного явища, в яке мало хто вірить — Авірентесом. Дівчинка має декілька природних особливостей, через що древні механізми, технології виробництва яких вже забуті, працюють у її лапах. Таємнича незнайомка Ахелліс вбачає в дівчині одну з тих, хто може допомогти врятувати Нанрас від наближення біди. У чому секрет фіолетових очей Азаріс? Чому в її лапах працюють старовині механізми війни? Чому місцева фауна починає агресивно себе вести? Яка подальша доля Азаріс та її друзів?
Сюжет поділено на декілька часових гілок: дитинство Азаріс (Пролог та деякі епізоди зі спогадами; на цій стадії гра знайомить гравця з більшістю основних персонажів гри та надає на вибір можливість пройти навчальний режим) та дорослий вік (розділений на 3 глави). Основний геймплей припадає на доросле життя Азаріс. Гравцеві слід приймати рішення, більшість з яких впливає на подальший розвиток сюжету, а також на подальшу долю як Азаріс, так й інших персонажів гри. Крім того, характер Азаріс постійно змінюється й залежить від подій, які переживає героїня.

## Механіка гри
Heralds of the Avirentes — Ch. 1 Wings of Change — це візуальна новела з елементами jrpg. Протягом проходження гри, гравець має як обирати дії для подальшого розвитку сюжету залежно від вибору, так і брати участь в боях, із розвитком рівня, навичок та характеристик Азаріс.
На початку Глави 1 гравцю на вибір даються 3 класи — нентал (аналог агентів спеціальних служб), егідолог (аналог вчених) та саранталес (аналог паладинів з ігор про світи фентезі). Обраний гравцем клас безпосередньо впливає на бойові особливості головної героїні, а також на напрямок, в якому в подальшому рухатиметься сюжет.
На сюжет також безпосередньо впливає система особистих характеристик головної героїні. Від кількості набраних за кожну рису Азаріс балів залежить можливість або неможливість обрання варіантів дій, які безпосередньо впливають на розвиток сюжету; ставлення персонажів до головної героїні та успіх/невдача під час взаємодії з ними тощо.
В боях гравець може використовувати предмети, які тим чи іншим чином полегшують ведення бою. Предмети гравець може отримувати протягом усього сюжету різноманітними способами.

## Розробка української локалізації
Heralds of the Avirentes є однією з небагатьох ігор у Steam, що мають офіційну українську озвучку. Роботою над озвучкою займається Melvoice — команда ентузіастів, що займається фанатськими дубляжами аніме. Наразі озвучка реалізована частково й отримала дуже високі оцінки серед гравців. Подальший розвиток озвучки залежить від зацікавленості української аудиторії у грі. 
Примітка: наведені в таблиці імена акторів озвучки є їхніми псевдонімами.
| Актор               | Роль                            |
| ------------------- | ------------------------------- |
| Enelira             | Азаріс, Ремельні, Буртон        |
| Korzhik             | Аннор, Наратин, Ельвеос, Анель  |
| May                 | Герсті                          |
| Delvirta            | Ахелліс                         |
| Tan San             | Арос, Сайрус, Ан’тран           |
| Kate Lem            | Ерандіс                         |
| Alfa Bell           | Ніравель                        |
| Lomaev              | Майстер Нандар, епізодичні ролі |
| Tekhet              | Анкалар                         |
| Key (поза командою) | Онір                            |

## Системні вимоги

### Windows

#### Мінімальні
- ОС: Windows 10 або новіша
- Процесор: Intel Core 2 Duo E7500 or AMD Athlon II X2 250
- Оперативна пам'ять: 4 GB ОП
- Відеокарта: Інтегрована
- Місце на диску: 5 GB доступного місця
- Звукова карта: Інтегрована

#### Рекомендовані
- ОС: Windows 10 або новіша
- Процесор: Intel Core i5 2400 or AMD Phenom II X4 955
- Оперативна пам'ять: 4 GB ОП
- Відеокарта: GeForce GTS 450 or AMD Radeon HD 5770
- Місце на диску: 5 GB доступного місця
- Звукова карта: Інтегрована

### macOS

#### Мінімальні
- ОС: OS X 10.15 Catalina or higher
- Процесор: Apple M1 or Intel Core M
- Оперативна пам'ять: 4 GB ОП
- Відеокарта: Integrated
- Місце на диску: 5 GB доступного місця

#### Рекомендовані
- ОС: OS X 10.15 Catalina or higher
- Процесор: Apple M1 or Intel Core M
- Оперативна пам'ять: 4 GB ОП
- Відеокарта: ATI Radeon HD 5770
- Місце на диску: 5 GB доступного місця

### Linux

#### Мінімальні
- ОС: Ubuntu 14.04 or later
- Процесор: Intel Core 2 Duo E7500 or AMD Athlon II X2 250
- Оперативна пам'ять: 2 GB ОП
- Відеокарта: Integrated
- Місце на диску: 4 GB доступного місця

#### Рекомендовані
- ОС: Ubuntu 14.04 or later
- Процесор: Intel Core i5 2400 or AMD Phenom II X4 955
- Оперативна пам'ять: 4 GB ОП
- Відеокарта: GeForce GTS 450 or AMD Radeon HD 5770
- Місце на диску: 4 GB доступного місця

## Оцінки та відгуки
Heralds of the Avirentes — Ch. 1 Wings of Change отримала 41 відгук в Steam, з яких 40 позитивних і 1 негативний. Взагалом гравці схвально оцінюють гру, описуючи її як відеогру для «любителів візуальних новел», де «актори добре постаралися передати емоції кожного персонажа, що погружає в атмосферу ще дужче».
Гра також отримала позитивні відгуки від кураторів Steam.
Heralds of the Avirentes — Ch. 1 Wings of Change отримала низку схвальних відгуків від критиків у сфері відеоігр — як з України, так і з США.